# GO!GO!ガジェット
『GO!GO!ガジェット』（ゴー!ゴー!ガジェット、原題：Inspector Gadget）は、1999年制作のアメリカ合衆国のSFアクション映画。
1983年に制作されたテレビアニメ『ガジェット警部』の実写映画化。特撮はスタン・ウィンストンが担当。日本では劇場未公開。2003年に続編『GO!GO!ガジェット2』が制作された。

## あらすじ
ちょっとマヌケな警備員のジョン・ブラウンはある日、悪人を捕まえようとして返り討ちに遭い、瀕死の重傷を負う。
彼は科学者のブラッドフォード父娘から極秘の手術を受け、ハイテク・ロボ捜査官“インスペクター・ガジェット”として生まれ変わる。ブラッドフォード父娘は、地元警察と協力して“バイオニック警察官”を開発する「ガジェット計画」を遂行中であり、ジョンはその格好の実験台となったのだった。
ジョンは全身に仕込まれた最新鋭の装備を駆使して、世界征服を狙う犯罪者ドクター・クロウに立ち向かう。

## キャスト
※括弧内は日本語吹替。
- ジョン・ブラウン/ガジェット/ロボガジェット：マシュー・ブロデリック（藤原啓治）
- サンフォード・スコレックス/ドクター・クロウ：ルパート・エヴェレット（宮本充）
- ブレンダ・ブラッドフォード/ロボブレンダ：ジョエリー・フィッシャー（香月弥生）
- ペニー・ブラウン：ミシェル・トラクテンバーグ（菊地優見）
- クレイマー：アンディ・ディック
- ウィルソン市長：チェリ・オテリ
- サイクス：マイケル・G・ハガティ（福田信昭）
- フランク・クインビー署長：ダブニー・コールマン（加藤精三）
- アーテマス・ブラッドフォード博士：ルネ・オーベルジョノワ（塚田正昭）
- セルマ：フランセス・ベイ
- ミスター・T
- リチャード・キール
- ガジェットモービルの声：D・L・ヒューリー（落合弘治）
- ブレインの声：ドン・アダムス[2]